# Хлуднєво
Хлуднєво (рос. Хлуднево) — присілок в Думіницькому районі Калузької області Російської Федерації.
Населення становить 81 особу. Входить до складу муніципального утворення Село Которь.

## Історія
Від 2004 року входить до складу муніципального утворення Село Которь.

## Населення
| 2002 | 2010 | 2012 |
| ---- | ---- | ---- |
| 108  | ↘70  | ↗81  |